# 掩蔽

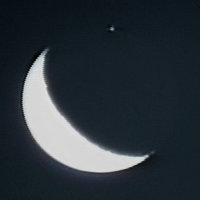
1997年7月29日のアルデバランの掩蔽。アルデバランが月の暗縁から出現した直後。

掩蔽（えんぺい、英語: occultation）とは、ある天体(A)が観測者と他の天体(B)の間を通過する際に、その天体(B)を隠す現象である。

## 概要
通過 (transit) や食 (eclipse) と比べると、掩蔽は近いほうの天体が大きく見え、遠いほうの天体を完全に隠してしまう場合に使われる。対照的に、通過という用語は、近いほうの天体の見掛けの大きさが遠いほうの天体よりもずっと小さい場合に使われ、そのような例として水星と金星が太陽面を通過する場合がある（太陽面を通過する場合は特に太陽面通過や日面経過などという）。食とは一般に、ある天体が別の天体の影に入るような場合を指す。この3つの現象は、朔望の結果の中で目で見られるものである。
掩蔽が起こっているときにはいつも、食も起こっている。地球から見たときの月による太陽の、いわゆる「食」（日食）を考えてみるとよい。この現象では、月は物理的に地球と太陽の間に動いてきて、明るい太陽の円盤の一部分あるいは全てを遮ってしまう。この現象は普通「食」と呼ばれるが、この言い方は厳密に言えば誤用である。なぜなら月は太陽を「食」していないからである。月は太陽を「掩蔽」しているのである。月が太陽を「掩蔽」するとき、月は地球の表面に小さな影を投じ、それによって月の影が部分的に地球を食する。つまりいわゆる「日食」は実際には(1)地球から見た場合の太陽の月による「掩蔽」、そして(2)月の影による地球の部分的な「食」、からなるのである。
それに対して、月の「食」（月食）は実際に真の食である。月は地球の後ろの空間に投影された影へと動いていき、地球の影により「食された」と言われる。月の表面から見て、地球は月と太陽の間をまさに通過していき、従って月面の仮想の観測者から見ると太陽は遮られ「掩蔽」が起きたことになる。繰り返すが、全ての「食」は「掩蔽」を伴うのである。

## 月による掩蔽
掩蔽という用語は、月が地球の周囲を公転していくときに恒星の正面を通過していくという、比較的頻繁に起こる現象に対して通常最もよく使われる。ただし、これは「星食」（せいしょく）と呼ばれることが多い。月には大気が無く、恒星の見かけの大きさも0と扱えるので、恒星が月に隠れるときは月の縁で極めて瞬間的に消えたり再出現したりするように見える。月の暗いほうの縁で起こる現象は、月の眩しい輝きが無いために観測や時間の計測が容易になるので、観測者にとっては特に面白いものである。
月の軌道は黄道に対して傾いているため、黄緯約6.5度以下の恒星は全て月に掩蔽される可能性がある。この範囲には黄道面に十分近いために月や惑星に掩蔽される可能性のある1等星が3つある。レグルス、スピカ、アンタレスである。惑星はアルデバランの北を通り過ぎるため、アルデバランの掩蔽は現在のところ月によるもののみ起こる。ポルックスの月や惑星による掩蔽は現在いずれも起こり得ない。しかし、将来的には、遠い過去と同じように、アルデバランとポルックスの掩蔽も起こるようになる。

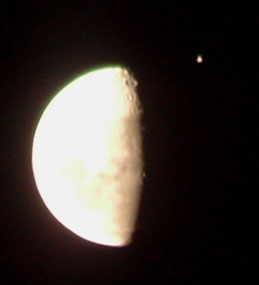
月の背後に隠れる数分前の木星（2005年6月7日、ニュージーランドのネルソンで撮影

星食が起こると予報された経路の限界線の縁は、北限界線と南限界線と呼ばれるが、その付近では不規則な形をした月縁が通過するために、恒星が断続的に出たり消えたりするのが見られることがある。これは接食として知られている。観測上・科学的立場からすると、この「接食」は、星食の中で最も劇的で面白いものである。
普通、（主にアマチュアの）天文家によって、星食が起きた時間は正確に計測されている。かつては眼視観測による10分の数秒程度の精度でしか観測できなかったが、現在はGPSと超高感度ビデオカメラによる観測が主流となり、100分の数秒単位で正確に計測できるようになった。星食の時間のデータには様々な科学的用途があり、これまでは主に月の地形図に関する知識をより正確にするために使われていたが、日本が打ち上げた月探査衛星「かぐや」によって極めて正確な月の地形図が完成したため、現在は重星、特に近接連星の観測に多く使われるようになっている。初期の電波天文学者たちは、波長の長い電波の直接観測による解像度が限られていることから、月による電波源の掩蔽が、電波源の正確な位置を測定するのに役立つことを発見した。
1年のうち普通数回は、地球上のどこかで惑星が月に掩蔽されるのを観測することができる。これは惑星食と呼ばれることが多い。惑星は、恒星と違って、はっきりとした見かけの大きさ（視直径）がある。そのため、惑星食では、完全な惑星食が起こる領域に接して、部分的な惑星食が起こる狭い帯状の領域ができる。この狭い領域の中にいる観測者は、惑星面がゆっくりと動いていく月に部分的に隠されるのを見ることができる。

## 惑星による掩蔽
恒星が惑星に掩蔽されることもある。1959年には、金星がレグルスを掩蔽した。天王星の環は、1977年に天王星が恒星を掩蔽したときに初めて発見された。1989年7月3日の朝（UTC: アメリカ大陸では2日から3日の夜）には、土星が5等級のいて座28番星の正面を通過していった。
ある惑星が他の惑星を掩蔽することも起こりうる。しかし、このような惑星の相互掩蔽は極めて稀である。このような現象が最後に起こったのは1818年1月3日であり、次に起こるのは2065年11月22日である。これらには両方とも同じ惑星、金星と木星が関係している。専門的には、手前の惑星の見かけの大きさが奥の惑星より小さい場合には、その現象は「惑星の相互通過」と呼ばれるべきである。手前の惑星の見かけの大きさが奥の惑星よりも大きい場合には、その現象は「惑星の相互掩蔽」と呼ばれるべきである（過去と将来のこのような現象の一覧は通過を参照。

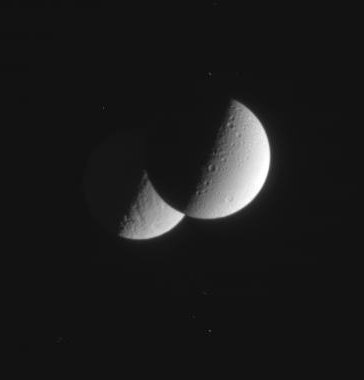
土星の衛星であるレアの、他の衛星ディオネによる接食

木星と土星が軌道を公転する間にそれぞれ2回、それらの惑星（と衛星）の赤道面が地球の軌道面と同一平面上に並ぶ時期があり、結果としてこれらの巨大惑星の衛星の相互掩蔽や相互食が立て続けに起こることになる。このような軌道配置は、無人探査機がこれらの惑星系を横切る時にも人工的に生じるため、ここに一例を示したような写真が撮影されることになる。「食」(eclipse)、「掩蔽」(occultation)、「通過」(transit)はこのような現象を表すのにも使われる。例えば、木星の衛星は食される（木星の影の中を通るために暗くなる）ことも、掩蔽される（木星が視線方向に位置するために視界から隠れる）ことも、木星面を通過する（木星面の正面を通る）こともある。

## 小天体による掩蔽
恒星が惑星以外の小天体、主に小惑星や準惑星、衛星などに掩蔽されることもある。

## BOSS
Big Occulting Steerable Satellite (BOSS)とは、遠くの恒星の周囲にある惑星を、コロナグラフの要領で恒星を掩蔽して望遠鏡で発見できるようにするために打ち上げが提案されている人工衛星である。衛星は巨大で非常に軽量なシートと、可動スラスター及び操縦システムのセットからなる。衛星は望遠鏡と惑星のすぐ近くの恒星とを結ぶ視線方向に沿って移動する。そうして衛星は恒星からの放射を遮り、恒星の周囲を公転している惑星を直接観察できるようにする。
現在計画されている衛星は寸法が 70 m × 70 m であり、イオン推進エンジンと太陽帆とを組み合わせて操縦される。衛星は望遠鏡から10万kmの距離に位置し、恒星の光の99.998%以上を遮ると予想されている。衛星の質量は 600 kg 程度になる予定である。
この衛星を配置する位置には2通りある。1つめは宇宙望遠鏡のために役割を果たすもので、地球のラグランジュ点L2の近くに配置される可能性が最も高い。2つめは地上の望遠鏡と連携するもので、地球を回る大きな楕円軌道上に投入されるだろう。軌道の遠地点では、衛星は地上から見ると比較的静止に近い状態を保つため、より長い露光時間を確保することができる。

## 1900年から2100年までの掩蔽
| 日付           | 時間(UT) | 掩蔽する惑星 | 掩蔽される天体               |
| -------------- | -------- | ------------ | ---------------------------- |
| 1906年12月09日 | 17:40    | 金星         | さそり座β星                  |
| 1910年07月27日 | 02:53    | 金星         | ふたご座η星                  |
| 1940年06月10日 | 02:21    | 水星         | ふたご座ε星                  |
| 1947年10月25日 | 01:45    | 金星         | てんびん座α星                |
| 1959年07月07日 | 14:30    | 金星         | レグルス                     |
| 1965年09月27日 | 15:31    | 水星         | おとめ座η星                  |
| 1971年05月13日 | 20:00    | 木星         | さそり座β星 （連星両方とも） |
| 1976年04月08日 | 01:00    | 火星         | ふたご座ε星                  |
| 1981年11月17日 | 14:27    | 金星         | いて座σ星                    |
| 1984年11月19日 | 01:32    | 金星         | いて座λ星                    |
| 2035年02月17日 | 15:19    | 金星         | いて座π星                    |
| 2044年10月01日 | 22:00    | 金星         | レグルス                     |
| 2046年02月23日 | 19:24    | 金星         | いて座ρ1星                   |
| 2052年11月10日 | 07:20    | 水星         | てんびん座α星                |
| 2065年11月22日 | 12:45    | 金星         | 木星                         |
| 2067年07月15日 | 11:56    | 水星         | 海王星                       |
| 2078年10月03日 | 22:00    | 火星         | へびつかい座θ星              |
| 2079年08月11日 | 01:30    | 水星         | 火星                         |
| 2088年10月27日 | 13:43    | 水星         | 木星                         |
| 2094年04月07日 | 10:48    | 水星         | 木星                         |

これらの現象は掩蔽する天体とされる天体が地平線上にある全ての場所で見えるわけではない。中には太陽に非常に近いところで起こるためにほとんど見えないものもある。

## 惑星相互の通過と掩蔽
稀な現象だが、惑星が別の惑星の正面を通過する場合がある。これが次に（地球から見て）起こるのは2065年11月22日の12:43(UTC)であり、外合に近い（角直径10.6″の）金星が（角直径30.9″の）木星の正面を通過する。しかし、これは太陽のわずか8°西で起こるため、肉眼で見ることはできない。近いほうの天体が遠いほうの天体よりも角直径が大きい場合、近いほうの天体が遠いほうの天体を完全に隠すため、その現象は通過ではなく掩蔽となる。木星を通過する前に、金星が木星の衛星であるガニメデを11.24(UTC)に掩蔽するのが地球の南極地方から見られる。視差のために、観測者の位置によって実際に現象が観察される時間は数分間ずれる。
1700年から2200年までに地球から見られる惑星相互の通過や掩蔽は18回しかない。1818年から2065年まで、現象の起きない長い空白期間があるのに注意。
- 1702年09月19日 - 木星が海王星を掩蔽する
- 1705年07月20日 - 水星が木星面を通過する
- 1708年07月14日 - 水星が天王星を掩蔽する
- 1708年10月04日 - 水星が木星面を通過する
- 1737年05月28日 - 金星が水星を掩蔽する
- 1771年08月29日 - 金星が土星面を通過する
- 1793年07月21日 - 水星が天王星を掩蔽する
- 1808年12月09日 - 水星が土星面を通過する
- 1818年01月03日 - 金星が木星面を通過する
- 2065年11月22日 - 金星が木星面を通過する
- 2067年07月15日 - 金星が海王星を掩蔽する
- 2079年08月11日 - 水星が火星を掩蔽する
- 2088年10月27日 - 水星が木星面を通過する
- 2094年04月07日 - 水星が木星面を通過する
- 2104年08月21日 - 金星が海王星を掩蔽する
- 2123年09月14日 - 金星が木星面を通過する
- 2126年07月29日 - 水星が火星を掩蔽する
- 2133年12月03日 - 金星が水星を掩蔽する

1737年の現象はジョン・ベヴィスがグリニッジ天文台で観測していた。これは惑星相互の掩蔽に関する唯一の詳細な記述である。1170年9月12日に起こった火星の木星面通過はカンタベリーの修道士ジャーヴァス、及び中国の天文学者が観測していた。さらに、金星による火星の掩蔽が1590年10月3日にハイデルベルクでミヒャエル・メストリンによって観測されている。